# Julio Millán
Julio Millán Muñoz (Jaén, 11 de abril de 1977) es un político español perteneciente al PSOE de Jaén. Desde el 2 de enero de 2025, es el alcalde de Jaén, cargo que ostentó con anterioridad entre 2019 y 2023. Además, es secretario general de la Agrupación Local del PSOE de la ciudad de Jaén.

## Biografía
Es abogado de profesión, tras haber estudiado derecho en la Universidad de Jaén. Fue responsable de Coordinación de Políticas Migratorias entre 2001 y 2003 y coordinador en Jaén de la Agencia Andaluza del Voluntariado entre 2004 y 2006. Fue coordinador provincial del Instituto Andaluz de la Juventud en 2006 y 2007, gerente provincial de la Empresa Pública de Suelo de Andalucía en 2007 y 2008 y delegado provincial de la Consejería de Vivienda y Ordenación del Territorio en Jaén de 2008 a 2010. Entre 2015 y 2018 fue diputado del Parlamento de Andalucía.Fue presidente de la Red de Juderías de España en el periodo 2019-2020.Ha sido alcalde de Jaén en la legislatura 2019-2023 y en 2025 recupera la alcaldía gracias a una moción de censura presentada conjuntamente con JMM, días después de que archivara la causa en la que fue acusado de denuncia falsa por la compra de votos del PP en las pasadas elecciones municipales.

### 2019-2023: Primera legislatura como Alcalde
En las elecciones municipales de España de 2019 el PSOE fue el partido más votado en la ciudad de Jaén, aunque no consiguió mayoría absoluta para gobernar en solitario. De este modo tuvo que hacer un pacto de gobierno con Ciudadanos que llevó a Julio Millán a ser proclamado alcalde de Jaén.

#### Polémicas previas a las Elecciones Municipales de 2023
En la jornada de reflexion previa a las elecciones municipales de España de 2023, Millán, acompañado del secretario de organización del PSOE, Jacinto Viedma, y de otra edil socialista, África Colomo, se presentaron en la comisaría de Policía para denunciar a dos concejales del Partido Popular por compra de votos. En diciembre de 2023, se descubrió que todo fue un montaje. Se acusaba a los dos concejales populares de comprar votos mediante mensajes manipulados deliberadamente para incriminarlos.
El 11 de diciembre de 2023, Millán fue llamado a declarar como investigado en la causa sobre una presunta compra de votos en las jornadas previas a las elecciones municipales del 28 de mayo.
En junio de 2024, el juez archiva por segunda vez la causa contra Millán y Colomo por el supuesto montaje de compra de votos y la acusación de denuncia falsa presentada por los ediles del PP implicados en la trama. El juez estimó que «no ha quedado acreditado ni tan siquiera de manera indiciaria, o con temerario desprecio a la verdad» que Millán y Colomo presentaran la denuncia sabiendo que los hechos que se ponían en conocimiento de la Policía Nacional eran falsos.
Por tanto, según el responsable del Juzgado, «puede reprocharse a quienes interpusieron la denuncia, cierta falta de perspicacia o de diligencia por no realizar comprobaciones previas», pero en el contexto en el que se produjeron los hechos, «no se aprecia por quien esto suscribe el temerario desprecio hacia la verdad (ni mucho menos, el conocimiento de la falsedad de lo denunciado).
A tenor de lo manifestado por Millán y Colomo, que declararon como investigados el 17 de mayo de 2024, y también de cuanto ya se ha practicado en la causa, el Juez establece que «la instrucción está completa y por ello no cabe acceder a la práctica de las nuevas diligencias».
Causa archivada. La Audiencia Provincial de Jaén archiva, sin posibilidad de recurso, el caso por falsa denuncia interpuesta por el PP contra ambos por los hechos de la noche electoral previa al 28-M. Millán denunció una supuesta compra de votos de los concejales del PP Antonio Losa y Manuel Palomares (archivada) y, a su vez, estos lo hicieron por posible denuncia falsa.  En el auto de a Audiencia se hace constar que «en la instrucción practicada no aparece ni un solo indicio de que ambos investigados - Millán y Colomo - tuvieran conocimiento de la falsedad de los hechos denunciados o actuaren con temerario desprecio de la verdad».

### 2023-2027: 18 meses en la oposición y vuelta a la Alcaldía
El 17 de junio de 2023, ante la situación de empate técnico entre las dos principales fuerzas políticas acontecida en los comicios celebrados tres semanas antes, Millán perdió el bastón de mando debido al pacto suscrito entre el Partido Popular y la entrante formación Jaén Merece Más, acuerdo que otorgó la alcaldía a Agustín González.
El 13 de diciembre de 2024, tras un convulso período en el que las dos fuerzas citadas gobernaron en coalición, Jaén Merece Más y el PSOE de Jaén acordaron presentar en conjunto una moción de censura, motivados por graves diferencias en el anterior Equipo de Gobierno en cuanto a la financiación presupuestaria para Jaén por parte de la Junta de Andalucía. Así, el 2 de enero de 2025, se celebró el Pleno en el que Agustín González fue relevado por Millán, quien fuera su predecesor en el cargo de Alcalde.